# Lathus-Saint-Rémy
Lathus-Saint-Rémy é uma comuna francesa na região administrativa da Nova Aquitânia, no departamento de Vienne. Estende-se por uma área de 98,28 km². Em 2010 a comuna tinha 1 233 habitantes (densidade: 12,5 hab./km²).